# Maha Abdul Rahim Ali
Maha Abdul Rahim Ali, née le 17 mai 1973, est une femme politique jordanienne, ministre de l'Industrie et du Commerce depuis mars 2015.

## Influence
En 2015, Maha Abdul Rahim Ali est 8e dans le classement des femmes arabes membres de gouvernement les plus puissantes, selon le magazine Forbes (édition du Moyen Orient).